# 烏克蘭漢學家協會

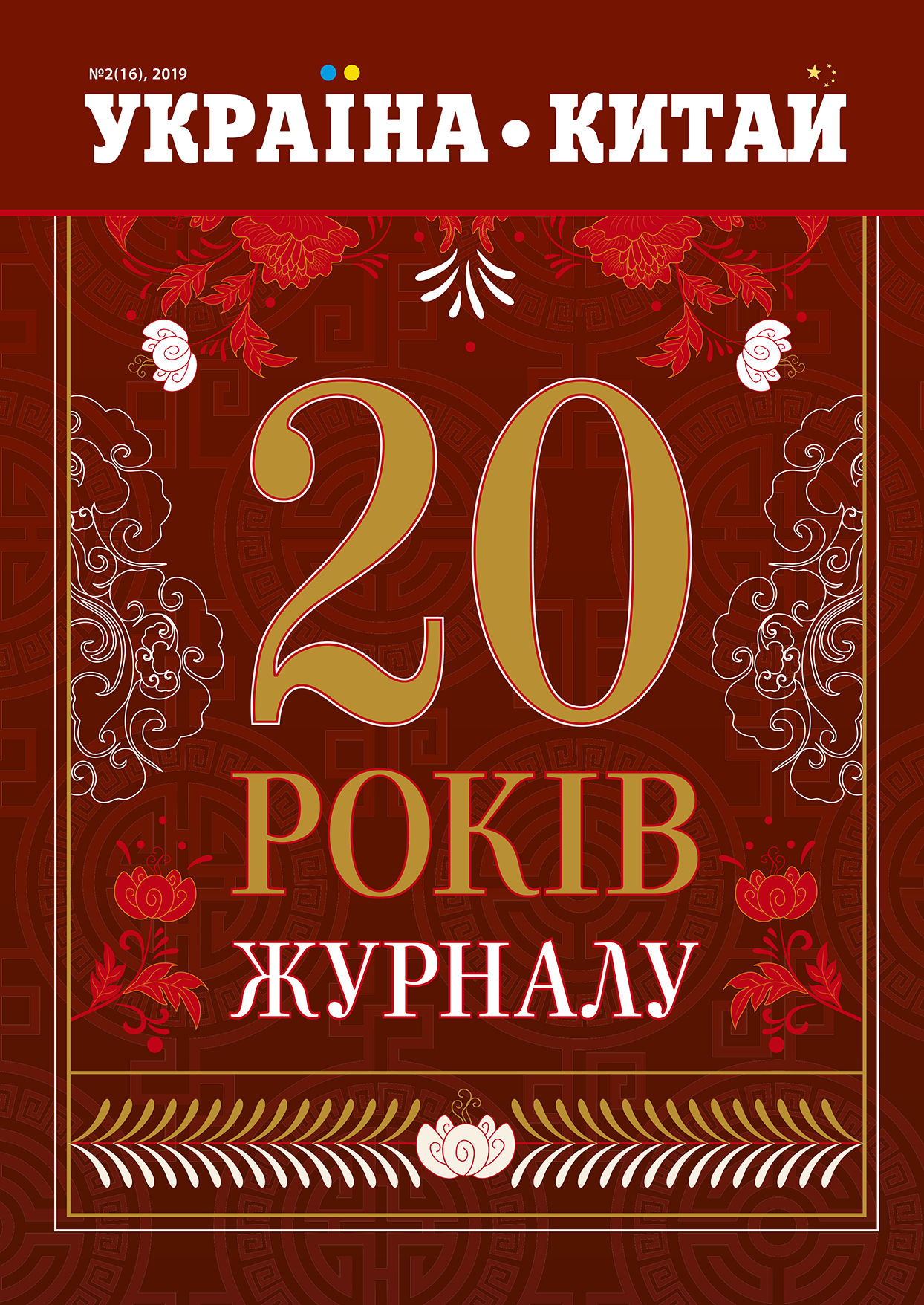
《烏克蘭-中國》雜誌

烏克蘭漢學家協會（烏克蘭語：Українська асоціація китаєзнавців）是烏克蘭的一個中國學研究機構，前身是1986年建立的全苏汉学家协会乌克兰分会，苏联解体后一度停止工作，2003年，乌克兰汉学家协会正式成立。乌克兰汉学家协会旨在“促进乌克兰的中国学科研究发展，研究汉学教育的科目，普及现代中国文明的知识，增进乌克兰和中国之间科学、教育、文化和工商业的接触”，协会定期举行“中国的传统与现代文明”学术会议。2020年10月1日，乌克兰汉学家协会与Helvetica出版社向武汉大学、北京外国语大学、大连外国语大学的乌克兰研究中心赠送30余种共100多册书籍，包括乌克兰学者的学术新作、乌克兰高校的最新教材和词典等。2022年，俄罗斯对乌克兰发动全面侵略战争后，乌克兰国家通讯社新开设的中文网站由该协会运营。